# 卑爰疐
卑爰疐（？—1世纪），是乌孙小昆弥拊离的儿子，安日、末振将的弟弟。
前16年，小昆弥末振将派贵族乌日领刺杀大昆弥雌栗靡。汉朝中郎将段会宗立伊秩靡为大昆弥。不久，末振将被杀，小昆弥由安日的儿子安犁靡担任。
卑爰疐联合康居，欺凌乌孙，乌孙两昆弥害怕，更加亲倚西域都护。卑爰疐杀乌日领降汉，汉封为归义侯。卑爰疐再次侵凌两昆弥，西域都护孙建将他袭杀。